# 黯然銷魂掌
黯然銷魂掌是金庸武俠小說中最絕頂的武功之一，此武功出現於金庸小說《神雕俠侣》中，為小說男主角「神雕大俠」、「西狂」楊過獨創的武功。

## 簡述
黯然銷魂掌
楊過苦候小龍女的十六年後絕情谷相會之約，於是潛心修練獨孤求敗的木劍劍術度日。數年後，除了內功循序漸進外，別的已無可再練。又因心中思念小龍女，漸漸形銷骨立。一日在海邊悄立良久，百無聊賴之中隨意拳打腳踢，輕輕一掌竟將一隻大海龜背殼（新修版改為巨岩）打得粉碎，由此慢慢領悟出一套完整的掌法來。尤其因楊過單臂的緣故，故創出此重威力不重巧變的掌法。
這掌法取名自江淹《别赋》中一句：「黯然銷魂者，唯別而已矣」。
至於「相思無用，惟別而已，別期若有定，千般煎熬又何如，莫道黯然銷魂，何處柳暗花明。」一句，則為2006年版神雕俠侶之編劇所創，與江淹的《別賦》無關。
黯然銷魂掌共有十七式：
1. 六神不安
2. 杞人憂天：手掌斜下，掌力化成弧形似穹廬，圓轉廣被，四散落下。
3. 無中生有：手臂下垂，絕無半點防禦姿式，突然間手足齊動，左掌右袖、雙足頭鎚、連得胸背腰腹盡皆有招式發出，無一不足以傷敵。
4. 拖泥帶水：左掌右袖之中暗合五行，右袖為北方癸水之象，宛若流水飄動，左掌中央戊土之象，似帶著幾千斤泥沙般重滯之極。
5. 徘徊空谷
6. 力不從心
7. 行屍走肉
8. 庸人自擾（新修版為魂牽夢縈）
9. 倒行逆施：有三十七般變化。頭下腳上，倒過身子，拍出一掌為一變。掌法中逆中有正，正反相沖，自相矛盾。出自歐陽鋒武學。
10. 廢寢忘食
11. 孤形隻影
12. 飲恨吞聲
13. 心驚肉跳：單臂負後，凝目遠眺，腳下虛浮，胸前門戶洞開引敵來攻。以腹部肌肉顫動，同時胸口向內一吸，倏地彈出反傷來敵。與內家高手吸胸凹腹以避敵方式截然不同。
14. 窮途末路
15. 面無人色：臉上喜怒哀樂，怪狀百出，敵人一見，登時心神難以自制，我喜敵亦喜，我憂敵亦憂，終至聽命於我。出自《九陰真經》攝心大法
16. 想入非非
17. 呆若木雞

以下為新版自創:
1. 平淡無奇
2. 乏善可陳
3. 了無新意
4. 走投無路
5. 無所事事
6. 飽食終日

這一路掌法，楊過主要在與「老頑童」周伯通、「東邪」黃藥師和金輪法王相鬥時使用。單論掌力，當世唯有郭靖的降龍十八掌可以比擬，而黃藥師的彈指神通亦跟這路掌法不分上下，但自從小龍女回歸後，不再傷心的楊過再也無法打出此掌真正威力。由於使用其掌法之人心情必須黯然，否則無法發揮其最強的威力。

## 相关
- 楊過
- 神雕俠侶
- 黯然销魂饭